# Ultimate Guitar
Ultimate Guitar Archive, også kendt som Ultimate-Guitar.com eller simpelt forkortet UG, er en websted, som er kendt for dens store mængder af guitar og bas-tabs, anmeldelser af musikudstyr, interviews med kendte musikere, online tekst og video leksioner og forums. Hjemmesiden blev opstartet den 9. oktober 1998 af Eugeny Naidenov – student i det økonomiske fakultet i Kaliningrad State University, Rusland.